# 三日月かける
三日月 かける（みかづき かける）は日本のイラストレーター。東京都出身。甲田学人によるライトノベル「断章のグリム」の装画及び挿絵で本格的にデビュー。以降、主にライトノベルの装画、挿絵を手がけている。

## 作品
装画および挿絵を担当。
- 断章のグリム（甲田学人著、電撃文庫）
- 夜魔 -奇-（甲田学人著、電撃文庫）
- 伊佐と雪（友谷蒼著、GA文庫）
- 地獄の花嫁がやってきた（瀬川貴次著、コバルト文庫）
- ノロワレ（甲田学人著、電撃文庫）